# Rosemary Casals
Rosemary "Rosie" Casals (San Francisco, California, 16 de septiembre de 1948) es una tenista estadounidense retirada de ascendencia salvadoreña. 
Nació en San Francisco, California, hija de emigrantes de El Salvador. Jugó dos finales del Abierto de Estados Unidos (1970 y 1971), perdiendo ante Margaret Court y Billie Jean King respecitavamente. En la modalidad de dobles y dobles mixtos, ganó 12 torneos de Grand Slam, formando dupla habitual con Billie Jean King.
Ganó la Copa Federación de Tenis hasta en seis ocasiones: 1967, 1976, 1977, 1979, 1980 y 1981. También llegó a ser capitana entre 1980 y 1981.
En su época obtuvo ciertos reconocimientos de alto nivel en el mundo del tenis, cuando comenzó a competir en la década de los años 1960. Su carrera en el tenis se extendió por más de dos décadas, ganó más de 90 torneos y ha trabajado para el entrenamiento del tenis femenino. Su técnica sacudió dentro del mundo del tenis durante los años 1960 y 1970. Muchos de estos cambios le ayudaron a ganar popularidad en esta disciplina deportiva.

## Torneos de Grand Slam

### Finalista en individuales (2)
| Año  | Campeonato                | Rival            | Resultado     |
| 1970 | Abierto de Estados Unidos | Margaret Court   | 6–2, 2–6, 6–1 |
| 1971 | Abierto de Estados Unidos | Billie Jean King | 6–4, 7–6      |

### Títulos en dobles (9)
| Año  | Campeonato                | Compañera          | Rivales                                | Resultado      |
| 1967 | Wimbledon                 | Billie Jean King   | Maria Bueno Nancy Richey Gunter        | 9–11, 6–4, 6–2 |
| 1967 | Abierto de Estados Unidos | Billie Jean King   | Mary Ann Eisel Donna Floyd Fales       | 4–6, 6–3, 6–4  |
| 1968 | Wimbledon                 | Billie Jean King   | Françoise Durr Ann Haydon Jones        | 3–6, 6–4, 7–5  |
| 1970 | Wimbledon                 | Billie Jean King   | Françoise Durr Virginia Wade           | 6–2, 6–3       |
| 1971 | Wimbledon                 | Billie Jean King   | Margaret Court Evonne Goolagong Cawley | 6–3, 6–2       |
| 1971 | Abierto de Estados Unidos | Judy Tegart Dalton | Françoise Durr Gail Lovera             | 6–3, 6–3       |
| 1973 | Wimbledon                 | Billie Jean King   | Françoise Durr Betty Stöve             | 6–1, 4–6, 7–5  |
| 1974 | Abierto de Estados Unidos | Billie Jean King   | Françoise Durr Betty Stöve             | 7–6, 6–7, 6–4  |
| 1982 | Abierto de Estados Unidos | Wendy Turnbull     | Barbara Potter Sharon Walsh            | 6–4, 6–4       |

### Finalista en dobles
- 1966: US Open junto a Billie Jean King (pierden ante Maria Bueno/ Nancy Richey Gunter).
- 1968: Roland Garros junto a Billie Jean King (pierden ante Françoise Durr/Ann Hayden Jones).
- 1968: US Open junto a Billie Jean King (pierden ante Maria Bueno/Margaret Court).
- 1969: Abierto de Australia junto a Billie Jean King (pierden ante Margaret Court/Judy Tegart Dalton).
- 1970: Roland Garros junto a Billie Jean King (pierden ante Françoise Durr/Gail Lovera).
- 1970: US Open junto a Virginia Wade (pierden ante Margaret Court/Judy Tegart Dalton).
- 1973: US Open junto a Billie Jean King (pierden ante Margaret Court/Virginia Wade).
- 1975: US Open junto a Billie Jean King (pierden ante Margaret Court/Virginia Wade).
- 1982: Roland Garros junto a Wendy Turnbull (pierden ante Anne Smith/Martina Navratilova).
- 1980: Wimbledon junto a Wendy Turnbull (pierden ante Kathy Jordan/Anne Smith).
- 1981: US Open junto a Wendy Turnbull (pierden ante Kathy Jordan/Anne Smith).
- 1983: Wimbledon junto a Wendy Turnbull (pierden ante Martina Navratilova/Pam Shriver).

### Títulos en dobles mixtos (3)
| Año  | Campeonato                | Compañero        | Rival                               | Resultado     |
| 1970 | Wimbledon                 | Ilie Năstase     | Olga Morozova Alex Metreveli        | 6–3, 4–6, 9–7 |
| 1972 | Wimbledon                 | Ilie Năstase     | Evonne Goolagong Cawley Kim Warwick | 6–4, 6–4      |
| 1975 | Abierto de Estados Unidos | Richard Stockton | Fred Stolle Billie Jean King        | 6–3, 6–7, 6–3 |

### Finalista en dobles mixtos
- 1967: US Open junto a Stan Smith (pierden ante Billie Jean King/Owen Davidson).
- 1972: US Open junto a Ilie Nastase (pierden ante Margaret Court/Marty Riessen).
- 1976: Roland Garros junto a Richard Stockton (pierden ante Françoise Durr/Tony Roche).

## Vida personal
Casals está casada desde 2014 con la exentrenadora del WTA Tour, Connie Spooner.